# Diskografija Beyoncé Knowles
Diskografija Beyoncé Knowles sastoji se od sljedećih albuma, singlova i DVD-ova.

## Albumi
- 2003: Dangerously in Love
- 2006: B'Day
- 2008: I Am... Sasha Fierce
- 2011: 4
- 2013: Beyoncé

## Singlovi
- 2002: Work it Out: Austin Powers Original Soundtracks
- 2002: Bonnie & Clyde
- 2003: Crazy in Love
- 2003: Summertime: The Fighting Temptations
- 2003: Baby Boy
- 2004: Naughty Girl
- 2004: True Star: A Private Perfomance
- 2005: Star Horbuch
- 2005: Check Up on It: Pink Panther
- 2006: Ring the Alarm
- 2006: Deja Vu
- 2006: Irreplaceable
- 2007: Listen: Motion Picture Soundtrack
- 2007: Get Me Bodied
- 2007: Upgrade U
- 2007: Resentment
- 2007: Green Light
- 2007: Freakum Dress
- 2008: At Last - Cadillac Records Soundtrack
- 2008: If I Were a Boy
- 2008: Halo
- 2008: Diva
- 2009: Single Ladies
- 2009: Sweet Dreams
- 2009: Video Phone
- 2009: Broken-Hearted Girl
- 2010: Telephone
- 2010: Why Don't You Love Me
- 2010: Put it in a Love Song
- 2010: Wishing on a Star
- 2011: Run the World (Girls)
- 2011: 1+1
- 2011: Best Thing I Never Had
- 2012: End of Time

## DVD-ovi
- 2004: Live at Wembley
- 2007: The Beyonce Experience: Live
- 2008: I Am Sasha Fierce DVDS
- 2010: I Am... WorldTour